# 牧原成征
牧原 成征（まきはら しげゆき、1972年 - ）は、日本の歴史学者、東京大学人文社会系研究科教授。専門は日本近世史。

## 人物・来歴
愛知県生まれ。1994年東京大学文学部国史学科卒業、1999年12月同大学院人文社会系研究科博士課程単位修得退学、2003年「近世の土地制度と在地社会」で文学博士。2004年宇都宮大学教育学部助教授、2007年准教授、2011年東京大学人文社会系研究科准教授、2023年教授。

## 単著
- 『近世の土地制度と在地社会』東京大学出版会、2004年
- 『日本近世の秩序形成 村落・都市・身分』東京大学出版会、2022.9

### 共編著
- 『近世の権力と商人』 (史学会シンポジウム叢書) 編、山川出版社、2015.11
- 『十七世紀日本の秩序形成』木村直樹共編、吉川弘文館、2018年　ISBN　9784642034869
- 『列島の平和と統合（日本近世史を見通す 1）』村和明共編、吉川弘文館、2023年　ISBN　9784642068840
- 『身分社会の生き方（日本近世史を見通す 5）』多和田雅保編、吉川弘文館、2023年　ISBN　9784642068888

## 典拠
- https://www.l.u-tokyo.ac.jp/assets/files/teacher/makihara.pdf